# Hans Haag

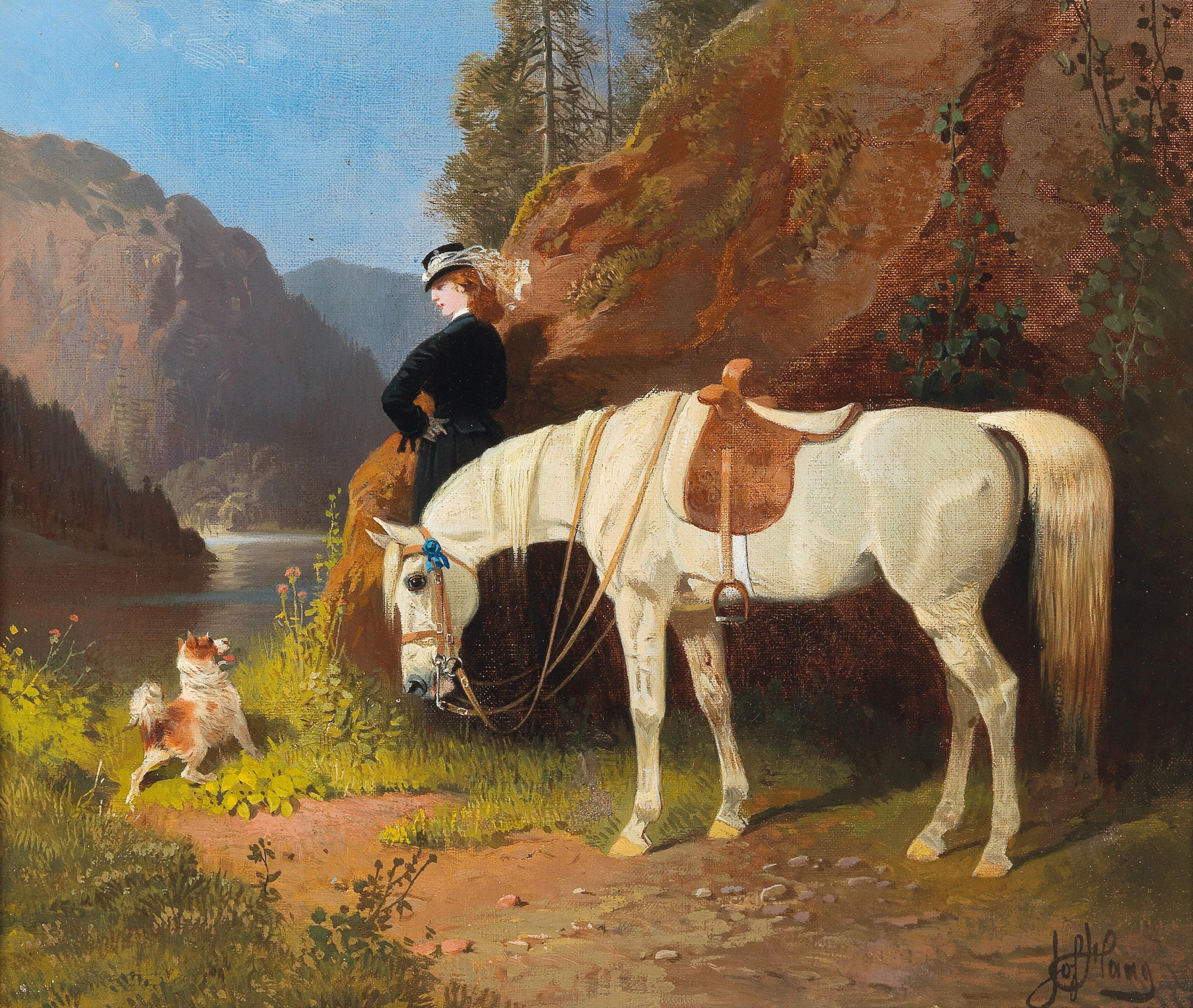
Eine Rast am See

Hans Johann Haag (* 22. August 1841 in Wien; † 1919 ebenda) war ein österreichischer Pferdemaler.
Hans Haag begann als Autodidakt zu malen und wurde Schüler im Atelier von Tadeusz Ajdukiewicz in Wien.
Er malte hauptsächlich Pferde, meist aus dem Besitz des österreichischen Adels. Er schuf das Reiterporträt des Erzherzogs Franz Ferdinand von Österreich-Este. Im Auftrag des Kronprinzen Rudolf von Österreich-Ungarn malte er das Bildnis des Derbysiegers Kisbér.